# Східний інститут з безпеки робіт у гірничій промисловості
55°23′28″ пн. ш. 86°06′49″ сх. д. / 55.391083° пн. ш. 86.113563° сх. д.
Східний інститут з безпеки робіт у гірничій промисловості (ВостНИИ) — розташований в Кемерово, РФ.
Організований у 1946 році Основна наукова спрямованість — створення методів і засобів поліпшення умов і безпеки праці на вугільних підприємствах РФ, зокрема, Кузнецького, Карагандинського, Печорського басейнів, Східного Сибіру, Уралу та інших. В складі інституту 9 наукових відділів, 44 лабораторії, 26 секторів, аспірантура. Відділення в Караганді та Воркуті, філія в Партизанську, лабораторія в Прокоп'євську. Шахтинський Центр ВостНИИ.
В Україні відповідні функції виконує Макіївський державний науково-дослідний інститут по безпеці робіт у гірничій промисловості.